# Spilosoma fallaciosa
Spilosoma fallaciosa là một loài bướm đêm thuộc phân họ Arctiinae, họ Erebidae.